# 四銃士 (NEWSの曲)
『四銃士』（よんじゅうし）は、日本の男性アイドルグループであるNEWSの初となるDVDシングル。2015年11月25日にジャニーズ・エンタテイメントからリリース。

## 概要
前作『チュムチュム』から約5か月でのリリースで、NEWSとしては初のDVDシングル。初回盤・通常盤の2形態での発売された。
表題曲は、読売テレビ・日本テレビ系 アニメ『金田一少年の事件簿R』のオープニングテーマである。
両形態に収録されているカップリング曲「ANTHEM」は、日本テレビ系『TOYOTAプレゼンツ FIFAクラブワールドカップジャパン2015』のテーマソングである。
初回盤のDVDには、表題曲のMusic Clip & Makingを収録。通常盤のDVDには、表題曲のMusic Clipを収録。CDには、「永遠」と「SPEAKER」のカップリング2曲を収録。
2020年6月19日を以て、メンバーの手越祐也がグループ脱退・ジャニーズ事務所退所を発表したため、4人体制では最初で最後のDVDシングルとなった。

## 表題曲について
- セルゲイ・ラフマニノフの「パガニーニの主題による狂詩曲」を原曲とし、女性指揮者の西本智実が総編曲を手がけ（元々は、イルミナートフィルハーモニーに所属していた別の作曲家が編曲を手がけ、その名残が現在の曲にも充分に残っている）、楽曲の指揮は西本が、演奏はイルミナートフィルハーモニーオーケストラが担当した[1]。
- 西本はブログで「歌い出しの和音コードは、“NEWSにまた新たな世界に突き抜け羽ばたいてほしい!”という願いから、始まりとしては特別な和音コードで作りました」とコメントし[2]、その和音について「歌いだしの和音はクラシック作曲用語では“ドッペルドミナント”と言い、いきなり歌いだしだけ転調させています。何かを突き抜ける時はパワーも必要ですが、それにぶつかる痛みも伴います。そういったものを“ドッペルドミナント”の和音を最初に使う事で、サビの箇所での羽ばたき広がっていく感と対比しました。」と説明している[3]。

## 封入特典

### 初回盤
- 28Pフォトブックレット ※スペシャルパッケージ仕様

### 通常盤
- 8Pブックレット

## チャート成績
発売初週に8.7万枚を売り上げ、2015年12/7付オリコン週間DVDランキング総合1位に初登場した。DVD総合首位獲得は2年10ヶ月ぶり通算6作目となった。

## 収録曲

### DVD
※Makingは初回盤のみ収録。
1. 「四銃士」Music Clip & Making

- 監督: 井上哲央

### CD
※「永遠」以降、通常盤のみ収録。
1. 四銃士
作詞：Satomi、作曲：S・ラフマニノフ・西本智実、編曲：西本智実・倉内達矢、指揮：西本智実、演奏：イルミナートフィルハーモニーオーケストラ
  - 日本テレビ系アニメ「金田一少年の事件簿R」オープニングテーマ
2. ANTHEM
  - 「FIFAクラブワールドカップジャパン2015」オフィシャルソング
3. 永遠
作詞・作曲：take4、編曲：中西亮輔
4. SPEAKER
作詞・作曲・編曲：TAKE3

## 映像作品
四銃士
- NEWS LIVE TOUR 2016 QUARTETTO
- NEWS LIVE TOUR 2019 WORLDISTA
- NEWS 20th Anniversary LIVE 2023 in TOKYO DOME BEST HIT PARADE!!! 〜シングル全部やっちゃいます〜

ANTHEM
- NEWS LIVE TOUR 2016 QUARTETTO
- NEWS LIVE TOUR 2017 NEVERLAND